# Adriana Delpiano
Carmen Adriana Delpiano Puelma (Santiago, 27 de febrero de 1947) es una trabajadora social y política chilena, miembro del Partido por la Democracia (PPD). Actualmente se desempeña como ministra de Defensa Nacional de su país, desde el 10 de marzo de 2025, bajo el gobierno del presidente Gabriel Boric. 
Anteriormente se ha desempeñado como subsecretaria de Desarrollo Regional y Administrativo (2003-2006), directora del Área Sociocultural de la Presidencia (2006-2007), intendenta de la Región Metropolitana de Santiago (2007-2008) y ministra de Estado en los distintos gobiernos concertacionistas de Eduardo Frei Ruiz-Tagle, Ricardo Lagos y Michelle Bachelet.

## Familia y estudios
Es hija de Guillermo Delpiano Delpiano y Adriana Puelma Camus. Estuvo casada con el ingeniero José Antonio Valenzuela Silva, con quien tuvo dos hijas; María del Pilar, de profesión ingeniera ambiental y, Sofía, política, miembro de Revolución Democrática (RD) y consejera regional por Santiago Oriente para el periodo 2018-2022. Se casó en segundas nupcias en 2010, con Francisco Antonio Pérez Spearman.
Estudió en la Universidad Católica de Chile y posteriormente realizó un magíster en ciencias de la educación en el Centro de Estudios Avanzados de México. Inició su labor profesional en la Corporación de la Reforma Agraria (CORA), entidad en la que estuvo tres años.

## Carrera política
Militó en el MAPU Obrero Campesino, y entre 1972 y 1973 se desempeñó como secretaria coordinadora del Frente Patriótico de Mujeres. Tras el golpe de Estado de 1973 partió exiliada a México, país en el que trabajó y se perfeccionó.
En la década de 1980 la dictadura militar le permitió retornar a Chile.
En 1987, insatisfecha con su participación en el PS-Nuñez, colaboró en la creación del Partido por la Democracia (PPD), tienda que agruparía al bloque socialista más renovado.
Desde el triunfo del No en el plebiscito de 1988, hasta la elección de Patricio Aylwin como presidente, fue jefa del Área de Formación del Instituto de Educación y Acción Social (IDEAS).
En 1990 se hizo cargo del Programa Interdisciplinario de Investigación en Educación (PIIE).

### Ministra de Frei y Lagos
En 1994 fue nombrada ministra de Bienes Nacionales, cargo en el que se mantuvo hasta abril de 1999 cuando renunció para trabajar en la campaña presidencial de Ricardo Lagos como subdirectora ejecutiva de ésta.
Tras la victoria de Lagos, fue nombrada ministra directora del Servicio Nacional de la Mujer, basando su gestión principalmente en los temas de divorcio y violencia intrafamiliar. Dejó la cartera en 2003 y luego ejerció como subsecretaria de Desarrollo Regional.

### Ministra de Bachelet y Boric y cargos en el sector privado

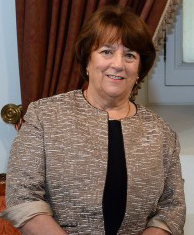
Adriana Delpiano como Ministra de Educación durante el segundo gobierno de la presidenta Michelle Bachelet.

En 2006 fue designada por la presidenta Michelle Bachelet como director del Área Sociocultural de la Presidencia, cargo que reemplazaba las labores desempeñadas hasta entonces por la primera dama de la Nación, presidiendo las fundaciones y corporaciones sociales que dependían del gabinete de la señora del presidente.
En enero de 2007 asumió como la nueva intendenta de la Región Metropolitana, en reemplazo de Víctor Barrueto, un mes antes de que se desatara la crisis del Transantiago. En enero de 2008 fue reemplazada en el cargo por Álvaro Erazo.
Tres meses después asumió como directora ejecutiva del proyecto de transformación urbana Ciudad Parque Bicentenario de Cerrillos en la capital.
Entre marzo de 2010 y octubre de 2014 ocupó el cargo de directora ejecutiva de la fundación Educación 2020, movimiento ciudadano por la calidad y equidad de la educación chilena.
En las elecciones de 2013 intentó sin éxito alcanzar un cupo en el Consejo Regional Metropolitano de Santiago.
El 27 de junio de 2015 fue designada por la presidenta Bachelet como titular de la cartera ministerial de Educación en reemplazo de Nicolás Eyzaguirre, en medio de la crisis provocada por el paro docente y las movilizaciones estudiantiles iniciadas a comienzos de ese año.
El 9 de julio de 2018, tras ser aprobado en el Senado una propuesta para designar dos nuevos integrantes del directorio de TVN, asumió como integrante.
En 2025, fue designada ministra de Defensa Nacional tras la renuncia de Maya Fernández, quien dejó el cargo en medio de la controversia relacionada con la fallida compra de la casa de su abuelo, el expresidente Salvador Allende, que se iba a realizar durante el gobierno del presidente Gabriel Boric.